# Juno (gruppo musicale)

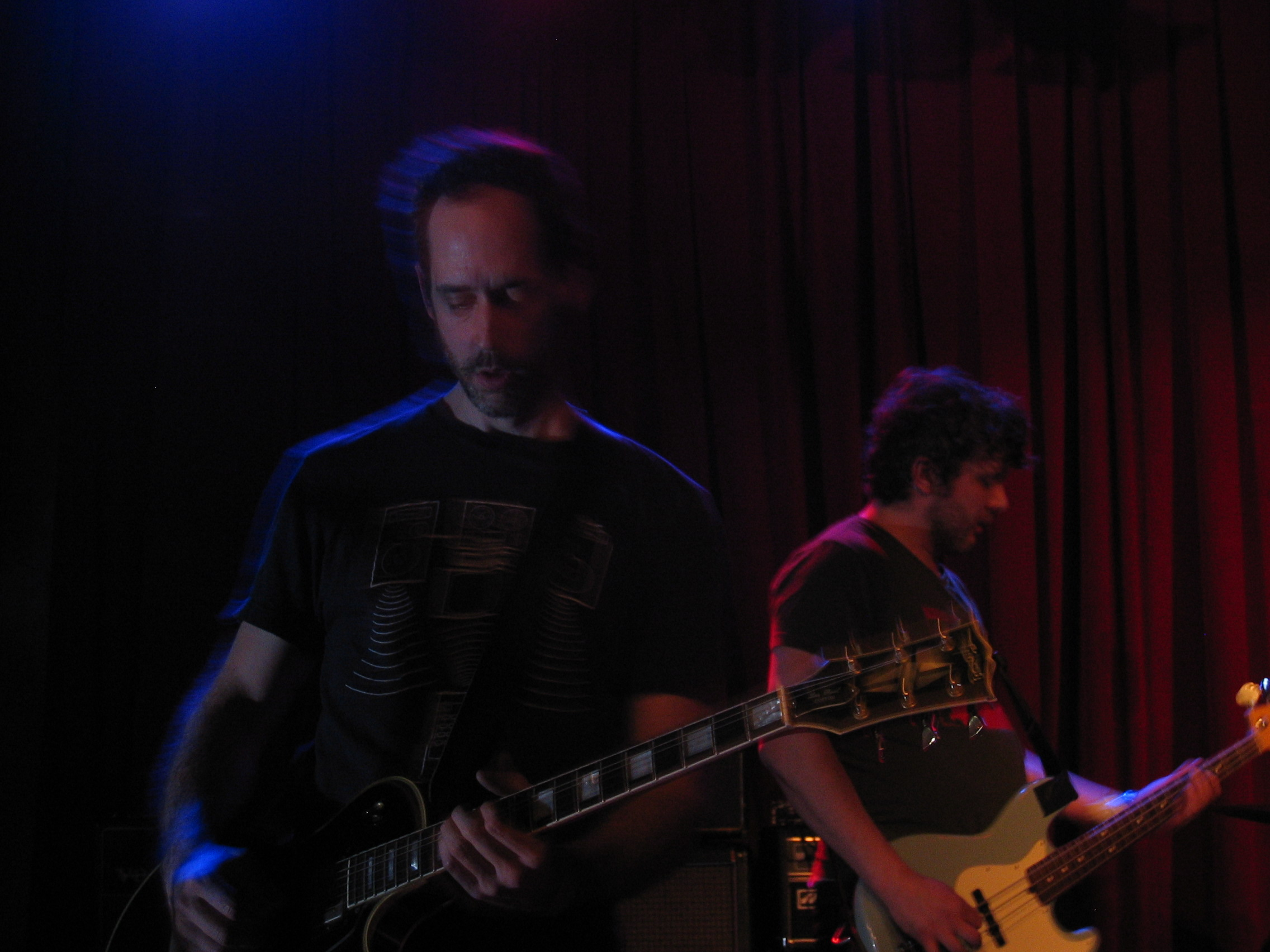
Jason Guyer durante il concerto degli Juno al KEXP's Yule Benefit del 2006.

Juno era un gruppo musicale indie rock statunitense formato a Seattle nel 1995. Pubblicarono due album in studio, sciogliendosi poi nel 2003.

## Carriera
Juno pubblicò il loro album di debuttoThis Is the Way It Goes and Goes and Goes come una co-pubblicazione su DeSoto Records e su Pacifico Records il 30 marzo 1999. Il loro secondo album A Future Lived in Past Tense fu pubblicato il 6 maggio 2001 su Desoto Records. Il gruppo fu apprezzato criticamente da vari giornali musicali locali e nazionali e per questo ha fatto tour per tutti gli Stati Uniti, l'Europa e il Giappone. Il gruppo pubblicò anche uno split EP con i The Dismemberment Plan su Desoto Records che include anche una cover della canzone "High Noon" di DJ Shadow.
Il gruppo è ora ufficialmente defunto. Il bassista Travis Saunders abbandonò il gruppo nel 2000. Suonarono con diversi bassisti (incluso Nate Mendel dei Foo Fighters, Sunny Day Real Estate e Nick Harmer dei Death Cab for Cutie), ma successivamente decisero che stavano andando in diverse direzioni artisticamente.
Attualmente alcuni dei membri fondatori del gruppo stanno lavorando al progetto "Ghost Wars" condotto da Carstens ed Eric Fisher.
Juno si riunì per suonare a Seattle il 9 e il 10 dicembre 2006 per il KEXP's annual Yule Benefit.

## Discografia

### Album
- This Is the Way It Goes and Goes and Goes - (1999, DeSoto Records)
- A Future Lived in Past Tense - (2001, DeSoto Records)

### Singoli
- "Venus on Ninth" / "Flies for Travis" - (1996, Sub Pop Records)
- "Magnified and Reduced by Inches" / "Pablo y Zelda" - (1997, Jade Tree Records)
- "All Your Friends Are Comedians" / "The Great Salt Lake" - (1998, Mag Wheel Records)
- Juno & The Dismemberment Plan - (2000, DeSoto Records)
- The Dismemberment Plan/Juno Split 7" — (2000, BCore Disc, Spain)